# Modo Viagem
Modo Viagem (anteriomente Globosat HD, +Globosat, Mais Globosat e Mais na Tela) é um canal de televisão por assinatura brasileiro lançado em 2 de dezembro de 2007 que transmite sinal em alta definição, atualmente seguindo o conceito de superstation. Reúne vários programas do gênero de viagens e bem-estar.
Segundo a Globosat (atualmente Canais Globo), o objetivo do lançamento do canal foi proporcionar aos assinantes de TV por assinatura uma nova experiência com a tecnologia HD no país.
No início o canal era conhecido como Globosat HD, nele o assinante possuía conteúdos dos canais Globosat, como SporTV, GNT, Multishow, entre outros, totalmente em HD. Com o lançamento das versões em HD desses canais, o Globosat HD passa a se chamar +Globosat em 1º de novembro de 2012. Após a mudança no nome, obtiveram outras modificações, como o foco nos programas, com isso o canal também passou a ser transmitido em SD (standard definition). Os conteúdos ainda são exibidos em alta definição, no formato 16:9 (widescreen), e com som Dolby Digital 2.0 e 5.1 quando disponível. Em 7 de maio de 2016, o canal passa a se chamar Mais Globosat (susbstituindo o símbolo ''+'' pela palavra ''Mais'').  
Em 1 de outubro de 2020, devido a unificação das empresas do Grupo Globo e a extinção da marca Globosat, o Mais Globosat passa a se chamar Mais na Tela. 
Em novembro de 2021, foi anunciado pela Globo que o canal Mais na Tela passaria a ser substituído pelo Modo Viagem a partir de 11 de janeiro de 2022.

## O Canal
O canal inicialmente exibia em alta definição programas exibidos originalmente nos canais GNT, Canal Brasil, Combate, Canal Viva e Multishow, porém, na medida que os canais ganhavam suas versões em HD próprias, os conteúdos deixavam de ser exibidos. Até 2022, exibia séries exclusivas, como é o caso de How Not to Live Your Life, The Bridge, The Slap, The Deep, Crownies, Rake, Escobar, el patrón del mal e Cain, também exibia documentários abordando os mais diversos assuntos, todos disponibilizados on-line na página Canais Globo. Em 2015 haverá estreia de séries de várias partes do mundo como Viento Sur, Tony's Revenge, No Limit, Easy Living, The Hour e a novela americana La Reina Del Sur.
Com a mudança de nome para Modo Viagem, o canal reformulou toda a sua programação, passando a exibir programas sobre pontos turísticos, cultura, gastronomia e outros. Além disso, manteve as atrações já exibidas como Brasil Visto de Cima, Destino Certo e Hotéis Incríveis. Quanto as séries transmitidas entre 2012 e 2022, a maioria foi migrada para as plataformas digitais de suas produtoras e o serviço de streaming Globoplay.

## Faixas extintas

### Telecine HD
O Telecine HD, tornou-se "o primeiro canal a transmitir filmes em alta definição no Brasil". Na programação, foram exibidos filmes em HD todos os dias a partir 20h até as 02h, e na sessão "Superestreia", que lança na TV paga brasileira sucessos recentes, vencedores do Oscar e líderes de bilheteria. (A faixa deixou de ser exibida a partir do dia 28 de Abril de 2009 após o lançamento do canal independente)

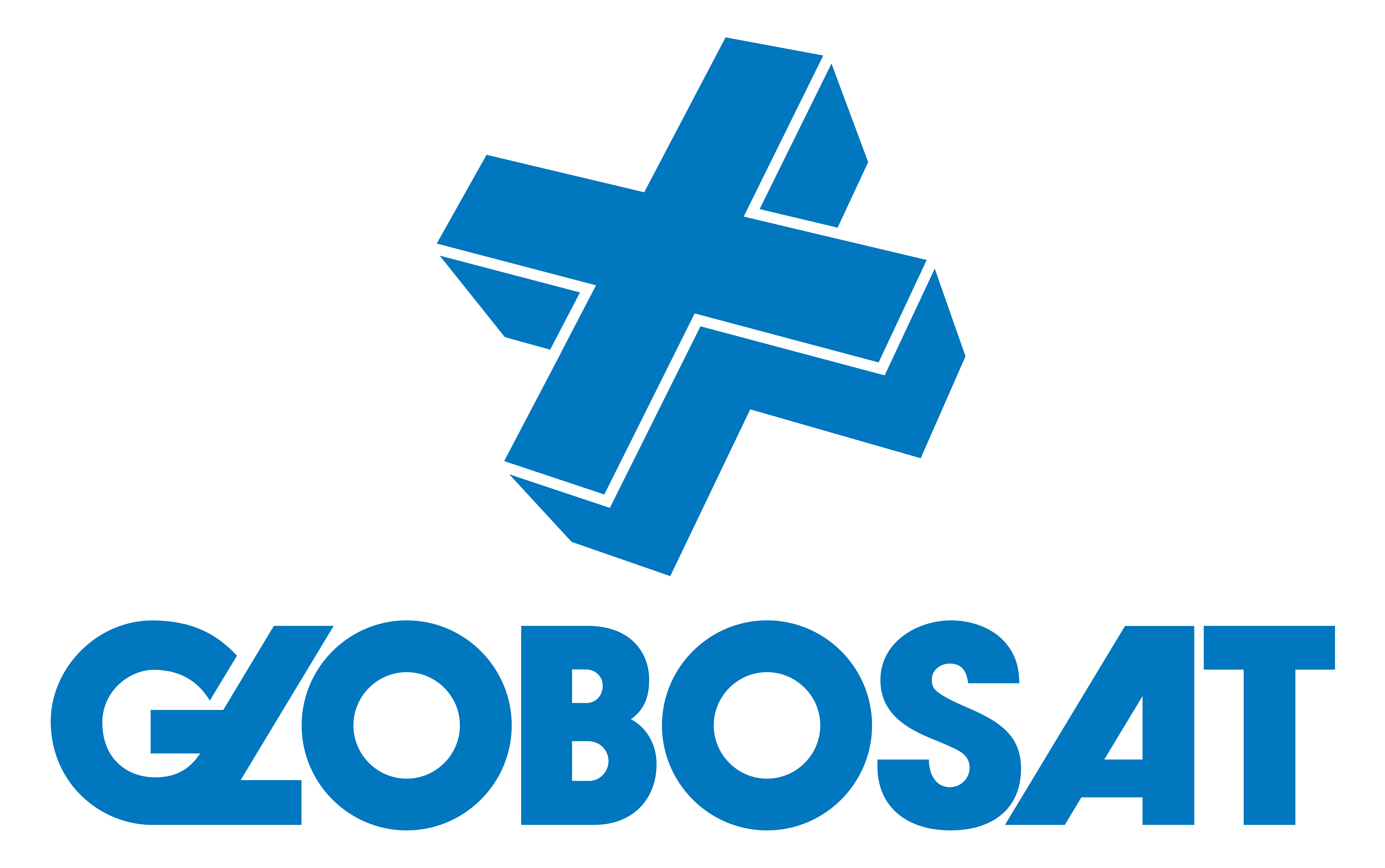
Logotipo usado até 2016 quando passa a usar o nome Mais Globosat

Logotipo da Mais Globosat usado até 2020, quando passa a usar o nome Mais na Tela

### Telecine Action HD
Substituiu a faixa Megapix a partir de 1 de setembro de 2010, sendo trocada pela faixa do Megapix HD em 1 de novembro do mesmo ano após o lançamento do canal independente.

### Playboy HD
Costumava ser um bloco com séries eróticas durante a madrugada, foi cortada no início de 2012. O canal próprio estreou em 28 de abril de 2017, na Sky Brasil.

### Megapix HD
Foi cortado após a estreia do canal próprio. É um canal de filmes disponível nos pacotes básicos das operados.

### Canal Brasil HD
E o canal da cultura e da alma brasileira não poderia ficar atrás. O Canal Brasil HD exibe filmes nacionais com o melhor da qualidade de som e imagem digitais.

### Combate HD
O canal agora conta com as melhores lutas em Alta Definição.

### GNT HD
Foi substituído pela faixa do Canal Viva depois da estreia do canal próprio em HD.

### Globo News HD
Neste bloco eram exibidos os melhores programas do canal jornalístico como o programa Arquivo N e Starte.

### Multishow HD
A faixa exibiu o primeiro programa brasileiro produzido em alta definição, o Circo do Edgar.
Sua última exibição como bloco no canal deu-se em 1º de outubro de 2010, o canal havia deixado de ser exibido no Globosat HD com a criação do canal próprio em HD. Quando o antigo Multishow HD virou BIS, em novembro de 2012 o bloco retornou a grade do canal exibindo as melhores produções do canal musical. Com o relançamento do Multishow HD (simulcast ao canal Multishow SD) em dezembro do mesmo ano, deixou de ser exibida.

### SporTV HD
A faixa transmitia jogos das diversas modalidades esportivas em alta definição como o futebol (Campeonato Paulista, Campeonato Carioca, Copa do Brasil, o Campeonato Brasileiro e a Eurocopa 2012 e a Fórmula 1. Já foram exibidos pelo canal o Eurocopa 2008, Copa do Mundo 2010 e os Jogos Olímpicos de 2012. Com o lançamento do canal próprio, deixou de ser exibido.

### Canal Viva HD
Transmitia em alta definição os programas que passavam no canal.